# Руис, Хорхе Армандо
Хорхе Армандо Руис Фахардо (исп. Jorge Armando Ruiz Fajardo; род. 17 мая 1989, Барбоса, Сантандер) — колумбийский легкоатлет, специалист по спортивной ходьбе. Выступает за сборную Колумбии по лёгкой атлетике с 2004 года, обладатель серебряной медали Игр Центральной Америки и Карибского бассейна, участник двух летних Олимпийских игр.

## Биография
Хорхе Армандо Руис родился 17 мая 1989 года в городе Барбоса департамента Сантандер.
Впервые заявил о себе в лёгкой атлетике на международном уровне в сезоне 2004 года, когда вошёл в состав колумбийской национальной сборной и выступил на Кубке Южной Америки по спортивной ходьбе в Лос-Анхелесе, где в состязаниях юношей на 10 км стал седьмым.
В 2006 году на Кубке Южной Америки в Кочабамбе превзошёл всех соперников в той же дисциплине и завоевал золотую медаль.
В 2007 году занял седьмое место в гонке юниоров на 10 км на Панамериканском кубке в Балнеариу-Камбориу.
На Панамериканском кубке 2013 года в Гватемале финишировал восьмым в ходьбе на 50 км.
В 2014 году на 50-километровой дистанции занял 27-е место на Кубке мира в Тайцане.
В 2015 году на Панамериканском кубке в Арике пришёл к финишу седьмым.
В 2016 году с результатом 3:52:27 стал восьмым на командном чемпионате мира в Риме. Выполнив олимпийский квалификационный норматив (4:06:00), благополучно прошёл отбор на летние Олимпийские игры в Рио-де-Жанейро — в программе ходьбы на 50 км показал результат 3:51:42, расположившись в итоговом протоколе соревнований на 17-й строке.
После Олимпиады в Рио Руис остался действующим спортсменом на ещё один олимпийский цикл и продолжил принимать участие в крупнейших международных стартах. Так, в 2017 году он отметился выступлением на чемпионате мира в Лондоне, где с результатом 3:50:37 закрыл двадцатку сильнейших.
В 2018 году выиграл серебряную медаль на Играх Центральной Америки и Карибского бассейна в Барранкилье, уступив на финише только мексиканцу Хосе Лейверу Охеде.
На Панамериканских играх 2019 года в Лиме в ходьбе на 50 км был дисквалифицирован.
Преодолев олимпийский квалификационный норматив (3:50:00), удостоился права защищать честь страны на Олимпийских играх 2020 года в Токио — на сей раз показал время 3:55:30 и занял итоговое 13-е место.